# Vy Tåg

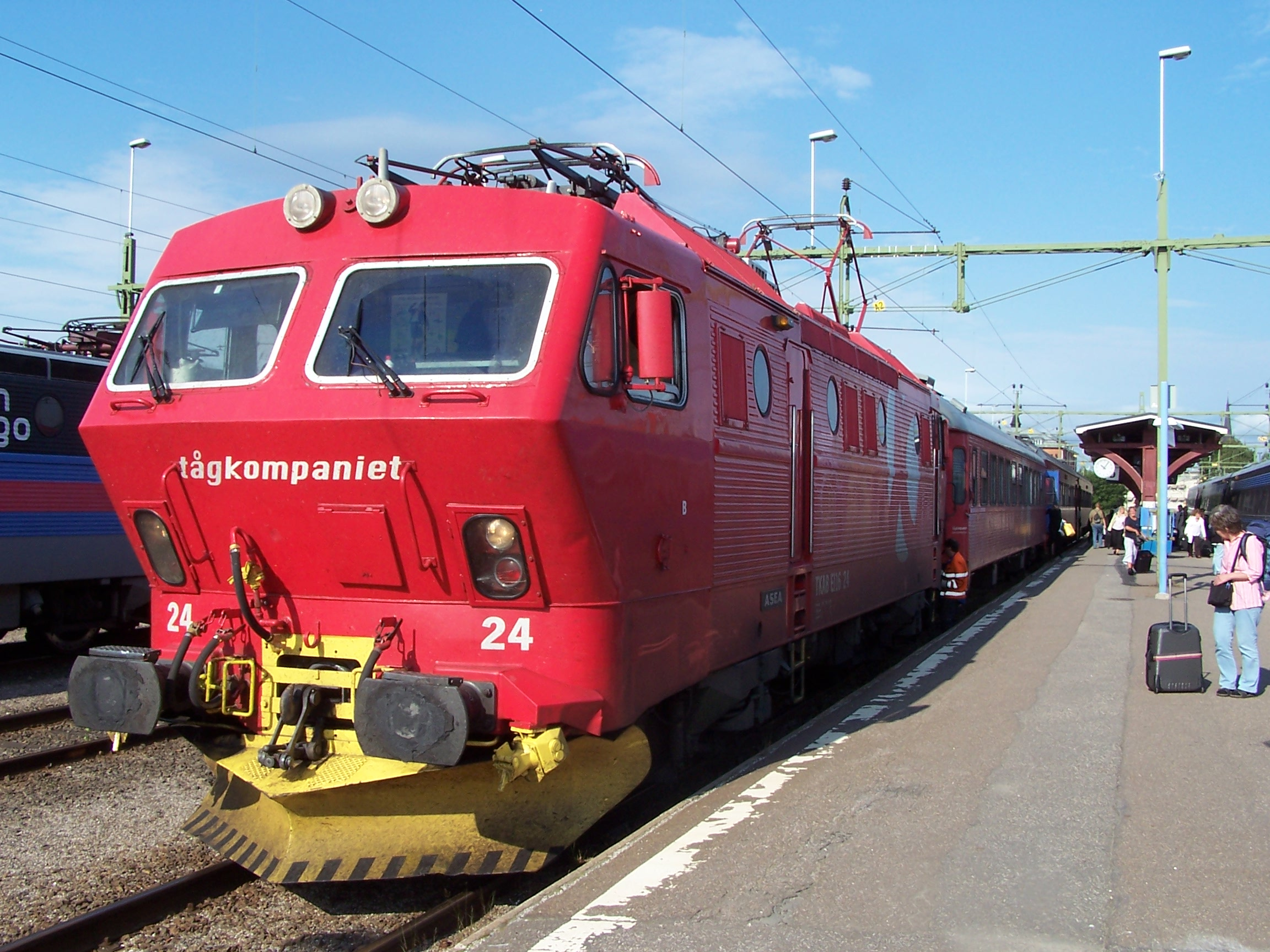
Train de la Tågkompaniet de la série El16 24 à Sundsvall en Suède

Vy Tåg, jusqu’à avril 2019 Svenska Tågkompaniet AB (TKAB) est une compagnie de chemin de fer suédoise. Elle a été fondée en 1999 et a son siège à Luleå. Elle a démarré son activité en 2000 et assure essentiellement la desserte locale et régionale du nord de la Suède.
En 1999, la gestion des trains régionaux et des trains de nuit à destination et provenant de Norrland a été mise en adjudication. Le TKAB a postulé et gagné. Le trafic du Norrland a été perdu en 2003 au profit de Connex, mais la Vy Tåg a repris entretemps :
- les trains régionaux sur le Mellanriksbana (Mittlinje) entre Sundsvall et Östersund (avec quelques trains au-delà de Östersund),
- pour X-Tåget dans la province Gävleborg les relations Gävle - Ljusdal et Gävle - Gnarp (Sundsvall)
- pour le trafic local des Uppland la relation Uppsala - Tierp (en direction de Gävle).

Une filiale commune avec le chemin de fer de national danois (DSB) a été créée : Roslagståg. Celle-ci gère la ligne de chemin de fer de banlieue à voie étroite entre Stockholm Östra (station de métro Tekniska Högskolan) et Kårsta, Näsbypark et Österskär (pour le compte du réseau de transport AB Storstockholms).
En 2004, le NSB a acquis un tiers des actions des Tågkompaniet. Depuis, un accord a été passé entre TKAB et NSB ; TKAB fait rouler les trains de grandes lignes de Oslo à Göteborg côté suédois.
En même temps que sa maison-mère NSB, la Tågkompaniet est renommée Vy Tåg le 24 avril 2019.

## Source
- (de) Cet article est partiellement ou en totalité issu de l’article de Wikipédia en allemand intitulé « Vy Tåg » (voir la liste des auteurs).